# Robert De Laere
Robert De Laere (Sint-Andries, 23 augustus 1930 - Wenduine, 15 juli 2016) was een Belgisch schrijver.

## Levensloop
Na middelbare studies in Brugge, werd De Laere gewestbeheerder in Belgisch-Congo. In 1960 keerde hij naar België terug en werkte verder in de Belgische administratie.
Hij was redactiesecretaris van Zuiderkruis een tijdschrift voor Vlaams-Afrikaanse letterkunde en van Band, een tijdschrift voor Vlaams cultuurleven in Congo.
Onder de schuilnaam Bart van Straeten publiceerde hij gedichten, novellen, recensies en luisterspelen. Vanaf 1977 publiceerde hij onder zijn eigen naam.
Na zijn terugkeer uit Congo, kreeg hij belangstelling enerzijds voor heemkunde, anderzijds voor kunstschilders uit eigen streek. Hij publiceerde, naast de hieronder vermelde boeken, talrijke notities over kunstenaars in Heemkundige Bijdragen voor Brugge en Ommeland, Brugge die Scone, Vlaams Weekblad en Kroniek van Sint-Andries.
De door hem verzamelde informatie over tientallen kunstenaars zijn nauwelijks elders te vinden.

## Publicaties
- Brugse beeldende kunstenaars omstreeks de eeuwwisseling, 1870-1920, Heemkundige kring M. Van Coppenolle, Brugge
  - Deel I, 1990 (20 monografieën)
  - Deel II, 1992 (17 monografieën)
  - Deel III, 1995 (18 monografieën)
- (samen met Ewald Van Coppenolle) Herbergen, cafés en brouwerijen in Sint-Andries, Brugs Ommeland, 2008